# Vlag van Ñuble

Vlag van Ñuble

Vlag gebruikt door burgers om de oprichting van de regio Ñuble te promoten.

De vlag van Ñuble is een van de regionale symbolen van de Chileense regio Ñuble. De vlag bestaat uit een wit doek met het wapen van Ñuble in het midden. Er was een dundoek dat door bepaalde mensen werd gebruikt om de oprichting van de regio Ñuble te promoten, die plaatsvond in 2017.